# Donald Hayworth
Donald Hayworth (* 13. Januar 1898 in Toledo, Tama County, Iowa; † 25. Februar 1982 in Washington, D.C.) war ein US-amerikanischer Politiker. Zwischen 1955 und 1957 vertrat er den Bundesstaat Michigan im US-Repräsentantenhaus.

## Werdegang
Donald Hayworth besuchte eine öffentliche Schule im Mahaska County, danach die High School in New Sharon und schließlich bis 1918 das Grinnell College. Während der letzten Phase des Ersten Weltkrieges war Hayworth Soldat der US Army. Bis 1921 setzte er seine Ausbildung mit einem Studium an der University of Chicago fort. Im Jahr 1929 studierte er noch Philosophie an der University of Wisconsin–Madison. Von 1921 bis 1923 arbeitete er als Lehrer in Oskaloosa in Iowa. Danach lehrte er bis 1927 am dortigen Penn College. Auch in den folgenden Jahren blieb Hayworth im Schuldienst. Von 1928 bis 1937 lehrte er an der University of Akron in Ohio und danach bis 1963, mit einer Unterbrechung während seiner Zeit in der Bundeshauptstadt, am Michigan State College in East Lansing. Zwischen 1942 und 1943 arbeitete Hayworth für das Office of Civil Defense in Washington; von 1944 bis 1946 koordinierte er für das Innenministerium die Treibstoffverteilung an die einzelnen Bundesstaaten. Von 1950 bis 1963 war Hayworth Eigentümer der Firma Plastics Manufacturing Co.
Politisch war er Mitglied der Demokratischen Partei. Im Jahr 1952 kandidierte er erstmals, aber noch erfolglos, für den Kongress. Bei den Wahlen des Jahres 1954 wurde Hayworth dann im sechsten Wahlbezirk von Michigan in das US-Repräsentantenhaus in Washington gewählt, wo er am 3. Januar 1955 die Nachfolge von Kit Clardy antrat. Da er im Jahr 1956 dem Republikaner Charles E. Chamberlain unterlag, konnte er bis zum 3. Januar 1957 nur eine Legislaturperiode im Kongress absolvieren.
In den Jahren 1958 und 1962 bewarb sich Hayworth jeweils erfolglos um die Rückkehr in den Kongress. Zwischen 1963 und 1964 war er als Berater des Landwirtschaftsministeriums tätig. Anschließend arbeitete er bis 1967 für die Sozialversicherungsbehörde Social Security Administration. Danach zog er sich in den Ruhestand zurück. Donald Hayworth starb am 25. Februar 1982 in der Bundeshauptstadt Washington.